# Kereki Zoltán
Kereki Zoltán (Kőszeg, 1953. július 13. –) magyar labdarúgó, hátvéd, edző. Felesége, Beke Csilla újságíró.

## Pályafutása

### Klubcsapatban
Nevelőklubja a Kőszegi Textiles SE volt. Innen került 18 évesen két évre Körmendre.
Szombathelyen a Haladásnál lett élvonalbeli labdarúgó és válogatott. 1979-ben csapata kiesett az NB I-ből, és ekkor igazolt át Zalaegerszegre, bár az első hírek még az Újpesti Dózsáról szóltak. A két klubban összesen 315 élvonalbeli mérkőzésen szerepelt és 50 gólt szerzett. Pályafutását az osztrák FC Wacker Innsbrucknál fejezte be.

### A válogatottban
1976 és 1980 között a magyar válogatottban 37 alkalommal szerepelt és 7 gólt szerzett. Az 1978-as argentínai világbajnokságon szereplő csapat tagja.

### Edzőként, sportvezetőként
1986–1987-ben a Nagykanizsai Olajbányász vezetőedzője volt. Ezután három idényen át a Zalaegerszegi TE utánpótlás szakágvezetője, edzője. 1988 januárjától a felnőtt csapat mellett pályaedzőként tevékenykedett, majd 1989 októberében vezetőedző lett. Sportvezetőként az 1990–1991-es idényben a Haladás VSE labdarúgó szakosztály vezetője, 1992–1993-ban a BVSC utánpótlás igazgatója. 1993-ban jelölt volt az MLSZ elnöki tisztért zajló szavazásán, de nem jutott elegendő vokshoz.
Ezután az MLSZ-nél dolgozott, mint utánpótlás igazgató. 2009 nyarától ő volt a ZTE FC utánpótlás igazgatója.

## Sikerei, díjai

### Játékosként
- Magyar Népköztársasági Kupa (MNK)
  - döntős: 1975
- Osztrák bajnokság
  - 3.: 1985–1986
- Az év labdarúgója: 1976

## Statisztika

### Mérkőzései a válogatottban
| Magyarország | Magyarország         | Magyarország                                    | Magyarország  | Magyarország | Magyarország  | Magyarország  | Magyarország | Magyarország |
| #            | Dátum                | Helyszín                                        | Hazai         | Eredmény     | Vendég        | Kiírás        | Gólok        | Esemény      |
| ------------ | -------------------- | ----------------------------------------------- | ------------- | ------------ | ------------- | ------------- | ------------ | ------------ |
| 1.           | 1976. április 30.    | Lausanne, Olimpiai Stadion                      | Svájc         | 0 – 1        | Magyarország  | barátságos    | -            |              |
| 2.           | 1976. május 22.      | Budapest, Népstadion                            | Magyarország  | 1 – 0        | Franciaország | barátságos    | -            | 46'          |
| 3.           | 1976. június 12.     | Budapest, Népstadion                            | Magyarország  | 2 – 0        | Ausztria      | barátságos    | -            | 84'          |
| 4.           | 1976. szeptember 8.  | Stockholm, Råsunda Stadion                      | Svédország    | 1 – 1        | Magyarország  | barátságos    | -            |              |
| 5.           | 1976. szeptember 22. | Kelet-Berlin, Friedrich-Ludwig-Jahn-Sportpark   | NDK           | 1 – 1        | Magyarország  | barátságos    | -            |              |
| 6.           | 1976. október 9.     | Athén                                           | Görögország   | 1 – 1        | Magyarország  | vb-selejtező  | 1            | 84'          |
| 7.           | 1976. október 13.    | Bécs, Práter stadion                            | Ausztria      | 2 – 4        | Magyarország  | barátságos    | 2            | 54' 65'      |
| 8.           | 1977. február 9.     | Lima                                            | Peru          | 3 – 2        | Magyarország  | barátságos    | 1            | 85'          |
| 9.           | 1977. február 22.    | Puebla                                          | Mexikó        | 1 – 1        | Magyarország  | barátságos    | -            |              |
| 10.          | 1977. február 27.    | Buenos Aires, Boca Juniors Stadion              | Argentína     | 5 – 1        | Magyarország  | barátságos    | -            |              |
| 11.          | 1977. március 15.    | Teherán                                         | Irán          | 0 – 2        | Magyarország  | barátságos    | -            |              |
| 12.          | 1977. március 27.    | Alicante, Estadio José Rico Pérez               | Spanyolország | 1 – 1        | Magyarország  | barátságos    | -            |              |
| 13.          | 1977. április 13.    | Budapest, Népstadion                            | Magyarország  | 2 – 1        | Lengyelország | barátságos    | -            |              |
| 14.          | 1977. április 20.    | Budapest, Népstadion                            | Magyarország  | 2 – 0        | Csehszlovákia | barátságos    | -            |              |
| 15.          | 1977. április 30.    | Budapest, Népstadion                            | Magyarország  | 2 – 1        | Szovjetunió   | vb-selejtező  | 1            | 66'          |
| 16.          | 1977. május 18.      | Tbiliszi                                        | Szovjetunió   | 2 – 0        | Magyarország  | vb-selejtező  | -            |              |
| 17.          | 1977. május 28.      | Budapest, Népstadion                            | Magyarország  | 3 – 0        | Görögország   | vb-selejtező  | -            |              |
| 18.          | 1977. október 5.     | Budapest, Népstadion                            | Magyarország  | 4 – 3        | Jugoszlávia   | barátságos    | 1            | 18'          |
| 19.          | 1977. október 12.    | Budapest, Népstadion                            | Magyarország  | 3 – 0        | Svédország    | barátságos    | -            |              |
| 20.          | 1977. október 29.    | Budapest, Népstadion                            | Magyarország  | 6 – 0        | Bolívia       | vb-selejtező  | -            |              |
| 21.          | 1977. november 9.    | Prága, Letná-stadion                            | Csehszlovákia | 1 – 1        | Magyarország  | barátságos    | -            |              |
| 22.          | 1977. november 30.   | La Paz                                          | Bolívia       | 2 – 3        | Magyarország  | vb-selejtező  | -            |              |
| 23.          | 1978. április 15.    | Budapest, Népstadion                            | Magyarország  | 2 – 1        | Csehszlovákia | barátságos    | -            |              |
| 24.          | 1978. május 24.      | London, Wembley Stadion                         | Anglia        | 4 – 1        | Magyarország  | barátságos    | -            |              |
| 25.          | 1978. június 2.      | Buenos Aires, Estadio Monumental                | Argentína     | 2 – 1        | Magyarország  | vb-csoportkör | -            |              |
| 26.          | 1978. június 6.      | Mar del Plata, Estadio Mundialista (ARG)        | Olaszország   | 3 – 1        | Magyarország  | vb-csoportkör | -            |              |
| 27.          | 1978. június 10.     | Mar del Plata, Estadio José Maria Minella (ARG) | Franciaország | 3 – 1        | Magyarország  | vb-csoportkör | -            |              |
| 28.          | 1978. szeptember 20. | Helsinki, Olimpiai Stadion                      | Finnország    | 2 – 1        | Magyarország  | Eb-selejtező  | -            |              |
| 29.          | 1978. október 11.    | Budapest, Népstadion                            | Magyarország  | 2 – 0        | Szovjetunió   | Eb-selejtező  | -            |              |
| 30.          | 1978. október 29.    | Szaloniki, Kaftanzogliu-stadion                 | Görögország   | 4 – 1        | Magyarország  | Eb-selejtező  | -            |              |
| 31.          | 1978. november 15.   | Frankfurt, Waldstadion                          | NSZK          | 0 – 0        | Magyarország  | barátságos    | -            |              |
| 32.          | 1980. március 26.    | Budapest, Népstadion                            | Magyarország  | 2 – 1        | Lengyelország | barátságos    | -            |              |
| 33.          | 1980. május 31.      | Budapest, Népstadion                            | Magyarország  | 3 – 1        | Skócia        | barátságos    | 1            | 76'          |
| 34.          | 1980. június 4.      | Budapest, Népstadion                            | Magyarország  | 1 – 1        | Ausztria      | barátságos    | -            |              |
| 35.          | 1980. augusztus 20.  | Budapest, Népstadion                            | Magyarország  | 2 – 0        | Svédország    | barátságos    | -            | 46'          |
| 36.          | 1980. augusztus 27.  | Budapest, Népstadion                            | Magyarország  | 1 – 4        | Szovjetunió   | barátságos    | -            | 57'          |
| 37.          | 1980. szeptember 24. | Budapest, Népstadion                            | Magyarország  | 2 – 2        | Spanyolország | barátságos    | -            |              |
|              | Összesen             |                                                 |               | 37           | mérkőzés      |               | 7            | gól          |